# Добруджански овес
Добруджанският овес (Avena eriantha) е вид растение от семейство Житни (Poaceae).
Таксонът е описан за пръв път от Мишел Шарл Дюрийо дьо Мезонньов през 1845 година.